# 데이비드 오스벨
데이비드 오스벨(영어: David Ausubel, 1918년 10월 25일 ~ 2008년 7월 9일)은 미국의 심리학자 및 교육사상가이다. 인지심리학의 영향을 받았다. Bruner의 발견학습(discovery learning)과 대조되는 유의미수용학습(meaningful reception learning)을 주창하였고, 이를 촉진시킬 수 있는 선행조직자(advance organizer)라는 장치를 제안하였다.

## 유의미학습이론
포섭 이론, 언어적 설명 학습이라고도 한다. 유의미 학습을 위해서는 학습 과제, 학습자에게 몇 가지 조건이 구비돼 있어야 한다.
학습 과제에서는 구속성과 실사성이 높아야 하는데, 이 둘이 다 높을 때 학습 과제의 논리적 유의미가 갖추어진다. 구속성은 사회적으로 약속된 기호를 임의로 바꿀 수 없는 성질을 뜻한다. 예를 들어 '컵'이라는 말이 생활에서 통용되는 '액체를 담는 잔'을 뜻할 경우 구속성이 높지만 사회적 약속과 다르게 '컵'이 '분필'을 뜻하는 것이라면 구속성이 낮은 것이다. 실사성은 개념, 명제(복합 개념) 등을 어떻게 표현하더라도 의미 차이가 없는 것으로 단일 개념보다는 명제(복합 개념)의 실사성이 더 높다. 때문에 오스벨이 제시한 4가지 학습 유형인 명명 학습, 개념 학습, 명제 학습, 발견 학습 중 실사성이 가장 높은 명제 학습이 유의미 학습이 이루어질 가능성이 가장 높다고 보았다. 아울러 오스벨은 제롬 브루너가 주장했던 발견 학습은 초등 학교 단계에서만 필요할 뿐 중학교 이상 단계에서는 필요없다고 주장하여 브루너의 발견 학습 이론을 비판하였다.
학습자에게는 배울 내용과 관련된 선행 지식인 관련 정착 의미과 유의미 학습을 할 학습자의 준비 자세인 유의미 학습 태세가 있어야 한다. 학습 과제의 논리적 유의미가가 갖추어진 상태에서 관련 정착 의미만 있다면 '잠재적 유의미가' 상태이고, 유의미 학습 태세까지 갖추어져야 제대로 된 유의미 학습이 이루어질 수 있다. 학습자의 유의미 학습 태세는 관련 정착 의미와 논리적 유의미가를 잇고 싶은 상태로도 볼 수 있다.

## 포섭, 점진적 분화의 원리
오스벨은 학습을 포섭의 개념으로 설명하였다. 포섭에는 4가지 종류가 있는데 학습 과제가 선수 학습 내용보다 상위 범주인 '상위 포섭', 학습 과제가 비슷한 수준인 '병위 포섭', 학습 과제가 선수 학습 내용보다 더 자세한 하위 범주인 '종속 포섭', 내용을 잊어버리는 망각 포섭이 있다. 이 가운데 오스벨은 종속 포섭이 유의미 학습을 제대로 할 수 있는 것이라고 보았으며 학습은 큰 범주를 학습한 다음 작은 범주를 학습하는 연역적인 과정이어야 한다고 주장했다. 이런 종속 포섭식의 원리를 점진적 분화의 원리라고 한다. 이것은 학습이란 학습자가, 연령에 따라 다른 표현 방식으로 제시된 내용 속 지식의 구조를 발견하는 귀납적인 과정이야한다고 본 브루너의 입장과 정반대되는 것이다. 종속 포섭은 파생 포섭과 상관 포섭으로 나뉘는데 학습의 궁극적인 목적이 선행 학습 내용을 위한 것이면 파생 포섭, 후행 학습을 위한 것이라면 상관 포섭이 된다. 내용의 핵심인 종속 포섭, 상위 포섭에 대한 예를 들면 다음과 같다.

## 선행 학습 후행 학습
상위 포섭: 이등변삼각형 -> 삼각형
종속 포섭: 삼각형 -> 이등변삼각형
(아래 두 가지는 종속 포섭을 두 가지로 나눈 것으로 '목적'의 위치로 구분해야 한다.)
- 파생 포섭: 삼각형(목적)<- 이등변삼각형 => 지난 시간에 배운 삼각형의 내용을 확실히 하기 위해 이등변삼각형을 배웠다.

- 상관 포섭: 삼각형-> 이등변삼각형(목적)=> 이번 시간에 이등변삼각형을 공부하기 위하여 지난 시간에 배운 삼각형의 개념을 사용하였다.

## 선행 조직자 제공
설명 조직자는 학습자에게 미리 있어야 할 관련 정착 의미 역할을 대신해주는, 이번 시간에 배울 내용의 상위 개념이다. 예를 들어 이번 시간에 이등변삼각형을 배울 경우 이등변삼각형의 상위 개념인 삼각형을 제시해 주었다면 삼각형은 이등변삼각형의 설명 조직자이다. 비교 조직자 역시 설명 조직자처럼 관련 정착 의미의 역할을 대신하지만 이번 시간에 배워야할 내용의 상위 개념이 아닌 비슷한 급의 개념이다. 예를 들어 이번 시간에 이순신 장군을 배우기 위하여 강감찬 장군을 제시해준 것을 예로 들 수 있다. 강감찬 장군이 이순신 장군의 상위 개념이 아니기 때문에 비교 조직자에 해당된다.